# Simulation Theory
Simulation Theory es el octavo álbum  de estudio de la banda de rock alternativo británica, Muse. Fue lanzado el 9 de noviembre de 2018 mediante la discográfica Warner Bros Records y Helium 3. Como adelantos de su nuevo álbum, se lanzaron cinco sencillos: «Dig Down», «Thought Contagion», «Something Human», «The Dark Side» y «Pressure». Hasta noviembre del año 2022, Simulation Theory ha vendido más de 1 millón de copias en todo el mundo.
«Simulation Theory» incorpora influencias de la ciencia ficción, los videojuegos, la realidad virtual, y la cultura pop de los años 80. Explora la hipótesis del filósofo Nick Bostrom que teoriza que la humanidad podría estar viviendo en una realidad simulada. Bellamy explicó que "si el poder computacional sigue avanzando a la velocidad actual, llegaremos a un punto en el que seremos capaces de simular las leyes de la física de forma bastante precisa dentro de un ordenador. Me pareció una idea fascinante, especialmente porque estaba jugando a muchos juegos de realidad virtual en ese momento (...) y me pareció fascinante que en un futuro podamos explorar el Universo de una forma virtual, simulada y acorde a las leyes de la física, pero sin que nuestra habilidad para atravesarlo esté limitada por nuestro cuerpo humano".

## Antecedentes
A diferencia del proceso de grabación, lanzamiento y promoción de discos anteriores, Muse decidieron optar por lanzar canciones individuales como singles hasta un año antes de que el álbum saliera. Así pues, el primer single, «Dig Down», fue lanzado el 18 de mayo de 2017, seguido de «Thought Contagion», «Something Human», «The Dark Side» y «Pressure». También realizaron una gira de festivales por Norteamérica, en los que tocaron y probaron estas canciones en directo.
El baterista Dom Howard comentó en septiembre de 2015 que la banda ya había comenzado a discutir la dirección del nuevo álbum. “Creo que es hora de perder un poco más la cabeza en el estudio y adentrarnos en nuevas áreas de la música con las que no estamos tan acostumbrados o cómodos. Creo que definitivamente deberíamos hacer eso y lanzarnos. Sí, tenemos pequeñas ideas sobre cómo creemos que podemos evolucionar. Eso es lo más importante: evolucionar.”
Con relación a la idea de la simulación, Bellamy se inspiró en dos fuentes: los videojuegos con un set de realidad virtual y el festival de Burning Man en el desierto de Nevada. “Lo que encontré en ambas cosas es que la gente, en general, es un poco más amable entre sí. La gente es muy agradable si eliminas la rutina de las noticias y, en el caso de Burning Man, eliminas a las fuerzas del orden y cosas por el estilo. Es increíble lo amable que es la gente entre sí en un mundo de fantasía, o en un mundo que no es como este. Esa es otra razón por la que me interesé en esta idea de la simulación, y en la idea de que posiblemente la realidad en la que vivimos tal vez no sea..” hace una pausa, luego continúa con una risa nerviosa, “¡Podríamos empezar a crear otras alternativas que sean más divertidas!”

## Grabación
El disco no fue grabado de manera conjunta en un periodo de tiempo determinado, sino que se fueron grabando las canciones individualmente en distintas localidades y distintos tiempos. Se trabajaba en una canción, se grababa, se mezclaba, y solo entonces se pasaba a la siguiente canción. El objetivo era mejorar la calidad individual de cada canción. La primera sesión de grabación tuvo lugar en AIR Studios en Londres a principios de 2017, previamente a su gira norteamericana. A finales de año, retomaron el trabajo en Los Ángeles junto con Rich Costey, quien previamente había producido Absolution y Black Holes and Revelations.
Además de los aspectos ya mencionados, la banda buscaba mezclar elementos de distintas épocas, citando «Video Games» de Lana del Rey. Un ejemplo de esta idea es «Algorithm», el cual es una yuxtaposición entre piano clásico y sintetizadores ochenteros. 
Otro ejemplo de la influencia de la gira de Drones es «Something Human», una canción inspirada por el folk pop que nace del desgaste físico y mental de la gira, y de las ganas de regresar a casa y sentir calidez humana.
El disco también incluye temas políticos, como es habitual en la banda. «Dig Down» es un mensaje de optimismo y esperanza ante el caos político causado por el Brexit y las elecciones estadounidenses de 2016. «Thought Contagion» está también influenciado por la inestabilidad política y confrontación ciudadana de los Estados Unidos, especialmente sobre las fake news y los mensajes ideológicos que llevan a las personas a aislarse y a radicalizarse. El título de la canción está inspirado por el científico Richard Dawkins, quien comparó la difusión de los pensamientos a la de un virus.
El disco fue coproducido por Muse, Rich Costey, Mike Elizondo, Shellback y Timbaland.

## Portada
La portada del disco fue diseñada por el artista Kyle Lambert, quien también diseñó la portada de la serie Stranger Things. Además de la propia serie, la portada fue influenciada por elementos de la cultura pop de los años 80 como las películas de Regreso al futuro y Teen Wolf, y Thriller de Michael Jackson. Fue dibujada con el software Procreate en un iPad Pro con un Apple pencil.
La idea de crear una portada que pareciera el póster de una película vino de Howard. “Es algo que había querido hacer desde hace un tiempo, una especie de póster de película vintage. (...) Queríamos hacerlo bien: teníamos que encontrar a la persona correcta, tenía que estar dibujado a mano, y tenía que parecer realmente un póster de película. Miramos distintas opciones, pero supe que Kyle Lambert, quien hizo «Stranger Things», era el indicado. Conocía su trabajo más allá de «Stranger Things» y sabía que lo podría clavar. A nivel de estilo y colores, le dimos algunas direcciones, y él supo lo que hacer.”
La edición Super Deluxe contaba con una portada creada por Paul Shipper, quien anteriormente había trabajado en pósteres de Walt Disney Studios Motion Pictures como Star Wars: El último Jedi y Avengers: Infinity War. 

## Lanzamiento
El disco fue lanzado el 9 de noviembre de 2018.
Además del disco estándar con las 11 canciones del álbum, se lanzó una versión Deluxe con 10 canciones adicionales. Estas 10 adiciones son versiones alternativas de las canciones principales del disco, llamadas «Alternate Reality Version». También incluye variaciones de las siguientes canciones: «Pressure» (con la banda de marcha de UCLA), «Break It to Me» (remix de Sam de Jong), Dig Down (góspel), Thought Contagion (en vivo), y versiones acústicas de «Propaganda», «Something Human» y «The Void». La versión alternativa de «The Dark Side» también incluye una versión instrumental, interpretada puntualmente por Bellamy durante la gira de «Will of the People».

## Vídeos musicales
En un principio, Muse planeaba lanzar un vídeo musical para cada una de las canciones, formando una única narrativa. Estos vídeos siguen la narrativa ficticia de ciencia ficción del disco, mezclando la estética retro y futurista. 
Todos los vídeos fueron dirigidos por el director americano Lance Drake. En los vídeos aparecían actores y personalidades populares como Terry Crews y Lauren Wasser. Algunos de los vídeos también incluyen a los miembros de la banda interpretando distintos roles, como en «Something Human» (donde Howard y Christopher son policías que persiguen a Bellamy) y «Pressure» (donde se interpretan a ellos mismos como Rocket Baby Dolls, su nombre anterior a Muse). 
Las únicas canciones en no tener vídeo fueron «Propaganda», «Get Up and Fight» y «The Void».

## Recepción
«Simulation Theory» recibió críticas mixtas, con una puntuación de 63/100 en Metacritic.
AllMusic alabó la combinación de pop electrónico con un "fundamento de rock de estadio", mientras que NME comentó "te avergonzarás de decirle a alguien lo mucho que te gusta". The Guardian opinó que los mejores momentos del álbum son aquellos menos poperos, y apreció los arpegios y los power chords de «Blockades», así como la línea de bajo sintetizada y las cuerdas de «Algorithm».
Christopher R. Weingarten de la Rolling Stone encontró la mezcla entre temas personas y políticos en las letras confusa. Will Richards de DIY sentenció que "Si un álbum de Muse no está destinado a hacerte reír, sorprenderte, o mirarlo dos veces por lo ridículo que es, entonces no queremos escucharlo".
El álbum fue el sexto disco consecutivo de Muse en alcanzar la posición número 1 en el Reino Unido.

## Gira
«Simulation Theory» tuvo una gira mundial que recorrió Europa, Norteamérica y Sudamérica.
La tecnología fue el gran foco de la gira, siendo la intención "mostrar algo que nadie nunca haya visto". Algunos de los borradores iniciales incluían un sistema de imanes que permitirían que la banda levitara sin tener que utilizar cables. Se trató de la gira más ambiciosa de Muse hasta la fecha, contando con un gran número de bailarines en el escenario, un inflable gigante llamado Murph (el "Creador" del vídeo de "The Dark Side"), exoesqueletos, láseres, e invitados especiales como Tom Morello o Walk the Moon.
Murph en concreto se convirtió en un favorito para los fanáticos de la banda, por lo que se le creó una página de Instagram en la que luchaba contra la página del "power globe" de Bellamy. Durante la pandemia de 2020, Murph fue desmontado y convertido en mascarillas faciales que se vendían en la web.
Fue esta también la primera vez que Muse incorporó un popurrí llamado "Metal Medley", en el que la banda tocaban algunos de sus riffs más pesados, y porciones de sus canciones más heavies. Era entonces cuando aparecía Murph.
La gira comenzó en Houston (Estados Unidos) en febrero de 2019 y finalizó en Lima (Perú) en octubre de 2019, y recaudó más de 100 millones de dólares. 

## Película
El 17 de agosto de 2020 se lanzó una película basada en el álbum y en la gira. La película apareció en una serie de cines IMAX preseleccionados. Más tarde, el día 21 la película estaba disponible para descargar desde Amazon, Google Play e iTunes, junto con un boxset deluxe lanzado el 11 de diciembre.
Además de mostrar un concierto de la gira en el London O2 Arena, la película también contaba con una historia ficticia dirigida por Lance Drake. La historia sigue a un equipo de científicos que investigan la fuente de una anomalía paranormal desconocida que se está extendiendo por todo el mundo. El centro de la anomalía está en Londres, en el escenario de Muse. Uno de los científicos, conocido como Murphy, toca el juego arcade de "Simulation Theory" y recibe una descarga eléctrica. Rompe la estructura de su realidad y se infiltra en la nuestra, quedándose solo en el escenario. Pronto es arrastrado de vuelta, pero poco después es "mordido" por un fantasma de una bailarina de Muse. Entonces, comienza a transformarse en un monstruo tras ser infectado por un patógeno misterioso. Mientras sus compañeros investigadores intentan estabilizar su condición, una mujer vestida con uno de los disfraces de las bailarinas de Muse aparece. Les informa que es un NPC (personaje no jugable), al servicio de la mainframe. Debido al desgarro en su realidad, se ha liberado un virus. Y nace una entidad conocida como "el asesino de la verdad". Los científicos observan dentro de la mente de Murphy para ver la construcción del "Asesino de la Verdad". Vemos por primera vez al personaje de Matt Bellamy, conocido como "The One". Mientras tanto, los medios están informando al público que grandes secciones de Londres están siendo puestas en cuarentena. Los científicos solicitan ayuda inmediata con la fumigación, y los NPCs llegan para rociar a sus números infectados. De vuelta en el laboratorio, el NPC de repente toma control de las transmisiones de noticias y pone palabras en sus bocas. Niegan que el virus exista y afirman que "no hay nada que temer". El asesino de la verdad escapa de su contención, mientras que The One entra en una nueva realidad. The One obtiene acceso a la mainframe y se asimila con ella, ganando el poder del guante. A medida que la desinformación y el caos continúan, llega el asesino de la verdad. Pero en su camino está The One. Tienen una batalla climática, con ambos usando rayos de energía. Al final, The One prevalece. 
Fuera de Muse, Bellamy escribió dos temas especiales para la película: «Behold, the Glove» y «Simulation Theory Theme».
Debido a que la película fue lanzada durante el año de la pandemia por el Covid-19, la banda lanzó un mensaje aclarando que la película no tenía nada que ver con dicho virus, pues había sido escrita y grabada con anterioridad a la pandemia, y no era más que una desafortunada coincidencia.

### Simulation Theory VR Experience
En otoño de ese mismo año, Muse se unió a Stageverse para lanzar un vídeo grabado en el concierto del Wanda Metropolitano de Madrid en 2019, en un formato de 360 grados y 6K. Se trata de una experiencia interactiva en la que los usuarios pueden registrarse con su propio avatar, juntarse con otros fanes de la banda, comprar merchandising virtual, y disfrutar del concierto. Se trató del primer evento virtual de este tipo en la historia.

### Listado de canciones
| N.º | Título              | Duración |  |
| 1.  | «Algorithm»         | 4:05     |  |
| 2.  | «The Dark Side»     | 3:47     |  |
| 3.  | «Pressure»          | 3:55     |  |
| 4.  | «Propaganda»        | 3:00     |  |
| 5.  | «Break It To Me»    | 3:37     |  |
| 6.  | «Something Human»   | 3:46     |  |
| 7.  | «Thought Contagion» | 3:26     |  |
| 8.  | «Get Up and Fight»  | 4:04     |  |
| 9.  | «Blockades»         | 3:50     |  |
| 10. | «Dig Down»          | 3:48     |  |
| 11. | «The Void»          | 4:44     |  |

## Edición Deluxe

### Listado de canciones
| N.º | Título                                      | Duración |  |
| 12. | «Algorithm (Alternate Reality Version)»     | 3:32     |  |
| 13. | «The Dark Side (Alternate Reality Version)» | 3:54     |  |
| 14. | «Propaganda (Acoustic)»                     | 2:58     |  |
| 15. | «Something Human (Acoustic)»                | 3:46     |  |
| 16. | «Dig Down (Acoustic Gospel Version)»        | 3:57     |  |

## Edición Super Deluxe

### Listado de canciones
| CD 1 / VINILO 1 |                     |          |  |
| N.º             | Título              | Duración |  |
| 1.              | «Algorithm»         | 4:05     |  |
| 2.              | «The Dark Side»     | 3:47     |  |
| 3.              | «Pressure»          | 3:55     |  |
| 4.              | «Propaganda»        | 3:00     |  |
| 5.              | «Break It To Me»    | 3:37     |  |
| 6.              | «Something Human»   | 3:46     |  |
| 7.              | «Thought Contagion» | 3:26     |  |
| 8.              | «Get Up and Fight»  | 4:04     |  |
| 9.              | «Blockades»         | 3:50     |  |
| 10.             | «Dig Down»          | 3:48     |  |
| 11.             | «The Void»          | 4:44     |  |

| CD 2 / VINILO 2 |                                                  |          |  |
| N.º             | Título                                           | Duración |  |
| 1.              | «Algorithm (Alternate Reality Version)»          | 3:32     |  |
| 2.              | «The Dark Side (Alternate Reality Version)»      | 3:54     |  |
| 3.              | «Pressure (ft. UCLA Bruin Marching Band)»        | 2:58     |  |
| 4.              | «Propaganda (Acoustic)»                          | 3:46     |  |
| 5.              | «Break It To Me (Sam de Jong remix)»             | 3:57     |  |
| 6.              | «Something Human (Acoustic)»                     | 3:46     |  |
| 7.              | «Thought Contagion (Live)»                       | 4:08     |  |
| 8.              | «Dig Down (Acoustic Gospel Version)»             | 3:57     |  |
| 9.              | «The Void (Acoustic)»                            | 4:34     |  |
| 10.             | «The Dark Side (Alternate Reality Instrumental)» | 3:53     |  |